# Бугульма (посёлок)
Бугульма — упразднённый посёлок в Асекеевском районе Оренбургской области. На момент упразднения входил в состав сельского поселения Старомукменевский сельсовет. Исключен из учётных данных в 1999 году.

## География
Располагался в месте слияния реки Большая Зерикла и ручья Марадым, на расстоянии, примерно, 1 километр к северо-востоку от поселка Шамассовка.

## История
По данным на 1931 год посёлок Бугульма состоял из 26 хозяйств. В административном отношении входил в состав Алексеевского сельсовета Абдулинского района Средневолжского края. В 1930-е годы в поселке был организован колхоз «Правда».
Постановление Законодательного Собрания Оренбургской области от 19.02.1999 № 209/39-ПЗС село исключен из учётных данных.

## Население
По данным на 1930 год в поселке проживало 176 человек, основное население — русские.